# Exoss Citizen Science
Exoss Citizen Science é uma organização sem fins lucrativos no Brasil com o objetivo de monitoramento e estudos de meteoros com metodologia científica, para o conhecimento da natureza desses corpos, origem e caracterização de suas órbitas, explorando o céu no hemisfério Sul na identificação de novos radiantes. O monitoramento de meteoros ao longo do tempo tornou-se significativamente importante para o estudo da natureza dos diversos fragmentos que bombardeiam a atmosfera terrestre diariamente e os estudos realizados pela rede de monitoramento contribui significativamente para organizações públicas e privadas voltadas para o estudo astronômico.

## História
A iniciativa deriva da união entre astrônomos profissionais e amadores, associados e colaboradores científicos comprometidos com o trabalho voluntário e o crescimento da equipe como um todo. A proatividade, espírito colaborativo, honestidade, respeito, compromisso com a eficiência e a parceria cidadã são valores definidos pela equipe que tem se mostrado eficaz para o bom andamento do trabalho. Aderindo o conceito “Citizen Science”, procura proporcionar a oportunidade da pesquisa científica ser realizada também por meio de cientistas amadores, o cidadão cientista. Dessa forma, a participação do cidadão cientista colabora para que haja a busca por novos conhecimentos que contribuam para o estudo de novas evidências. 

## Atuações
O objetivo do projeto é produzir ciência de baixo custo e com alta qualidade, realizando o levantamento de dados, captura de meteoros, utilizando câmeras de CFTV (Circuito fechado de TV) aliadas a um software dedicado para a finalidade, através de uma técnica simples, denominada videomonitoramento. Para que os dados sejam úteis para estudo é necessário que haja o posicionamento estratégico de câmeras e obtenham-se pareamentos suficientes que contribuam para um estudo acurado.
O pareamento consiste na captura de um mesmo evento por duas ou mais câmeras. As câmeras são distanciadas e apontadas para uma mesma direção do céu. Quando ocorre um evento, as câmeras simultaneamente realizam as capturas, mas em fundos de céu diferentes, esse efeito visual é denominado paralaxe. Assim, os pareamentos resultam na possibilidade da medição da trajetória, velocidade, altura inicial, final, direção e sentido, e até mesmo o possível local de queda do meteoro. 
Registrar meteoros é apenas o ponto de partida para os estudos astrométricos e astrofísicos. Os dados obtidos são usados para o estudo de radiantes, sendo preservados e analisados com cautela, tendo o mais preciso resultado possível, pois, qualidade nos resultados é de suma importância. Outros eventos como sprites também são registrados. 
Atualmente a rede possui um total de 30 associados e 50 estações ativas distribuídas em 8 estados. A estimativa é que a rede consiga abranger ao máximo o céu do hemisfério sul, possibilitando ainda mais apuramento nos estudos. 

## Projetos e parcerias
A Exoss possui parceria do IMPACTON (Iniciativa de Mapeamento e Pesquisa de Asteroides nas Cercanias da Terra no Observatório Nacional), projeto cujo objetivo parte da operação de um observatório astronômico, localizado no sertão de Itacuruba-PE, dedicado à pesquisa de pequenos corpos do Sistema Solar e a parceria do ON (Observatório Nacional). Os dados gerados pela rede unido aos estudos de asteroides e cometas do IMPACTON serão analisados via Observatório Nacional. Assim, o projeto atinge um de seus objetivos que é a colaboração com instituições de ensino e pesquisas contribuindo com a sociedade. 
A Exoss tem disponibilizado em tempo real as capturas realizadas por todas as estações de monitoramento distribuídas pelo país, com três ferramentas sendo disponibilizadas: a Live, Analyser helper e o Report fireball. 
- l O live é disponibilizado para que todos acompanhem as capturas realizadas em tempo real, as chuvas de meteoros registradas, eventos aproximados, galeria com as melhores capturas, mapa de cobertura, notícias, entre outras funcionalidades.
- l O Analyser helper visa facilitar a verificação da qualidade dos dados obtidos através dos softwares de capturas e análises de arquivos antes de serem enviados ao banco de dados.
- l O Report fireball (em parceria com a AMS e IMO) permite a qualquer pessoa relatar um bólido, meteoro ou objetos brilhantes no céu. Os dados serão analisados, podendo contribuir na pesquisa e estudo do evento.